# Iwano-Frankiwsk (hromada)
Iwano-Frankiwsk (ukr. Івано-Франківська міська громада) – hromada miejska w obwodzie iwanofrankiwskim, w rejone iwanofrankiwskim.
Hromada składa się z 1 miasta Iwano-Frankiwsk і 18 wsi:
- Berezówka
- Bratkowce
- Wołczyniec
- Dobrowlany
- Drohomirczany
- Kamienna
- Kołodziejówka
- Krechowce
- Mykietyńce
- Podłuże
- Podpieczary
- Radcza
- Tyśmieniczany
- Uhorniki
- Uzin
- Chryplin
- Czerniejów
- Czukałówka